# Penrose Island
Penrose Island är en ö i Kanada.   Den ligger i Central Coast Regional District och provinsen British Columbia, i den sydvästra delen av landet, 3 800 km väster om huvudstaden Ottawa. Arean är 13 kvadratkilometer.
Terrängen på Penrose Island är platt. Öns högsta punkt är 232 meter över havet. Den sträcker sig 5,1 kilometer i nord-sydlig riktning, och 5,0 kilometer i öst-västlig riktning.